# Consommé

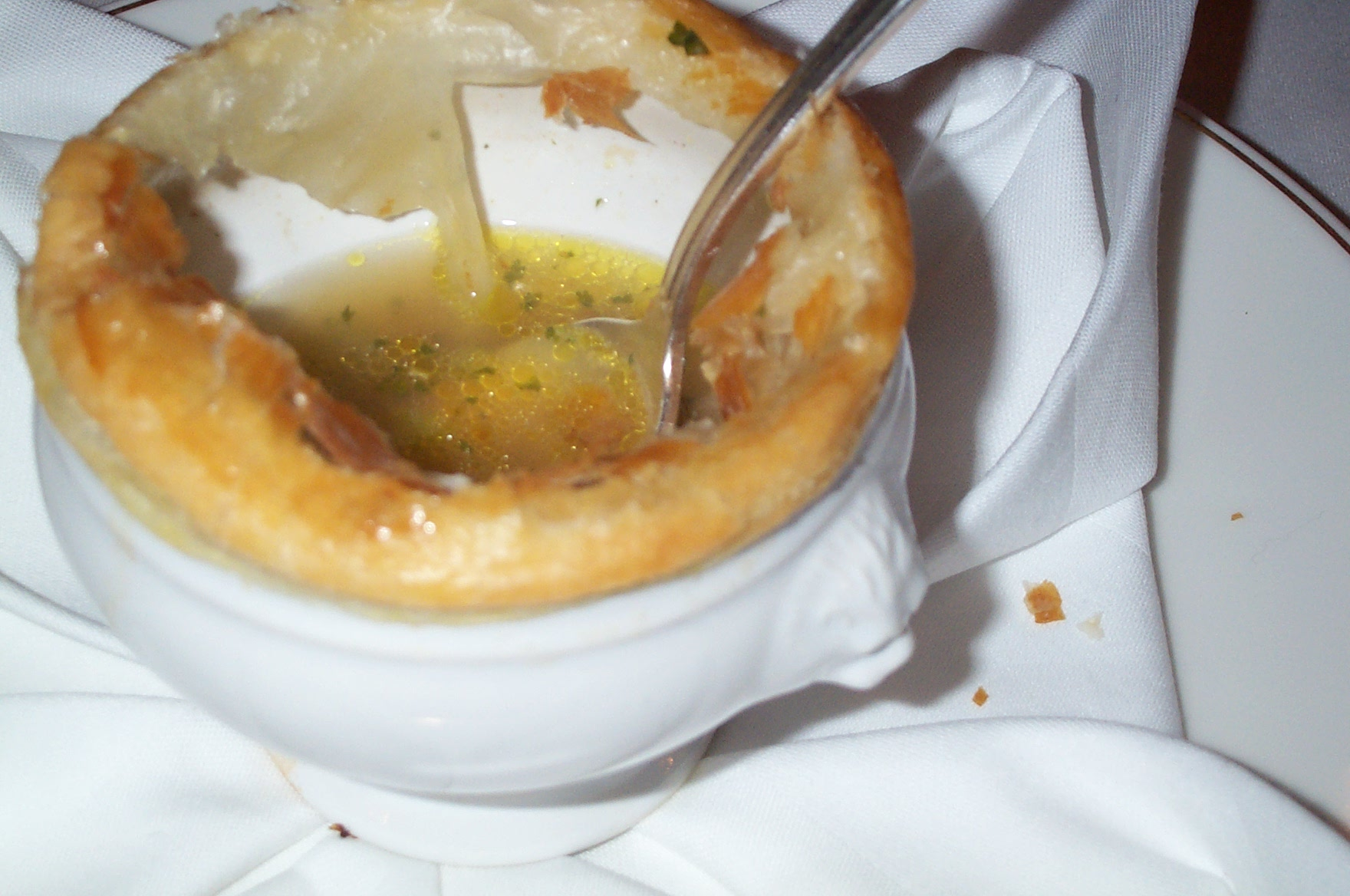
Oxsvansconsommé

Consommé, av franskans consommer (göra kraftig, fullända), är en klar köttbuljong av hög kvalitet som äts som soppa. Consommé serveras vanligen med kött eller grönsaker eller annat garnityr. Soppan klaras oftast med äggvita. Soppan får sjuda upp så att äggvitan bildar ett lock, som sedan tas bort före servering. Consommén är känd för att vara en rätt som är svår att tillaga.
Consommé kan serveras såväl varm som kall.
Ordet consommé är känt sedan 1811.